# Philharmonic or die
『Philharmonic or die』（フィルハーモニック・オア・ダイ）は、2008年2月20日に発売された、日本のロックバンド、くるりの初の2枚組ライブベストアルバム。

## 解説
Disc1には2007年12月11日（火）と12日（水）にパシフィコ横浜の国立大ホールで開催されたウィーン・アンバサーデ・オーケストラによるライブ、Disc2には2007年12月6日（木）に京都の磔磔で行なわれたライブを収録している。
Disc1のミックスは前作のミックスの一部を担当したエンジニアのディーツが担当しており、そのミックスの出来にボーカルの岸田繁は「氏の巧みの技の連続に失禁寸前」と評している。なお、Disc2のミックスは浦本雅史と岸田が担当している。
当日のライブでは、これまでアルバムには収録されていなかったシングルのカップリングや、インディーズ時代の楽曲なども多数演奏され、「夜行列車と烏瓜」、「モノノケ姫」がメジャーアルバム初収録、「さよなら春の日」、「すけべな女の子」、「帰り道」がアルバム初収録となった（当日演奏曲では唯一、「五月の海」だけが前作に引き続き又してもくるり名義のアルバム初収録の機会を逃している）。
ライブ盤のため歌詞カードは付属していない。
タイトルを直訳すると「管弦楽か死か」となるが、岸田曰く｢あまり意味はない｣とのこと。また、岸田は日記でこのアルバムを「P.o.d.」と略しており、CDカバーの内側にも「P.o.d QRL」というデザインがある。
後にライブDVD『横濱ウィンナー』をリリース。Disc1に収録されなかった音源もライブ映像として多数収められた。

## 収録曲

### Disc1
1. ハイリゲンシュタッド
アルバム『ワルツを踊れ Tanz Walzer』収録。
2. ブレーメン
アルバム『ワルツを踊れ Tanz Walzer』収録。
3. GUILTY
アルバム『THE WORLD IS MINE』収録。
4. 恋人の時計
アルバム『ワルツを踊れ Tanz Walzer』収録。
5. コンチネンタル
アルバム『ワルツを踊れ Tanz Walzer』収録。
6. 春風
シングル『春風』収録。
7. さよなら春の日
シングル『ロックンロール』収録。
8. 惑星づくり
アルバム『図鑑』収録。
9. ARMY
アルバム『THE WORLD IS MINE』収録。
10. アナーキー・イン・ザ・ムジーク
アルバム『ワルツを踊れ Tanz Walzer』収録。
11. WORLD'S END SUPERNOVA
シングル『ワールズエンド・スーパーノヴァ』、アルバム『THE WORLD IS MINE』収録。
12. ジュビリー
シングル『JUBILEE』、アルバム『ワルツを踊れ Tanz Walzer』収録。

### Disc2
1. 夜行列車と烏瓜
インディーズアルバム『もしもし』収録。
2. 青い空
シングル『青い空』、アルバム『図鑑』収録。
3. すけべな女の子
シングル『HOW TO GO』収録。
4. 帰り道
シングル『Superstar』収録。
5. ハイウェイ
シングル『ハイウェイ』、アルバム『ジョゼと虎と魚たち』収録。
6. アナーキー・イン・ザ・ムジーク
『ワルツを踊れ Tanz Walzer』収録。
7. ばらの花
シングル『ばらの花』、アルバム『TEAM ROCK』収録。
8. 宿はなし
アルバム『図鑑』収録。
9. 東京
シングル『東京』、アルバム『さよならストレンジャー』収録。
10. モノノケ姫
インディーズアルバム『ファンデリア』収録。

## 演奏
くるり
- 岸田繁
  - Vocal, Guitar
  - Strings Arrangement (Disc 1)
- 佐藤征史：Bass

Disc 1 パシフィコ横浜公演
- あらきゆうこ：Drums
- 佐橋佳幸：Guitar
- 渕上祥人、遠藤由美、岡崎昌幸：Background Vocal
- Stefan Schrupp：指揮者

ウィーン・アンバサーデ・オーケストラ
- Tanja Salustio, Livia Sellin, Sebastian Fuhrlinger, Katharina Legradic, Stefan Pochhacker：1st Violin
- Michal Duris, Bettina Horvath, Julia Szederkenyi, Paula Hochtl：2nd Violin
- Michi Buchmann, Florian Krisper, Gejza Jurth, Judith Reiter：Viola
- Arne Kircher, Martin Dimov：Cello
- Peter Steinhardt：Orchestral Management
- Flip Philipp：Strings Arrangement
- 毛利泰士、梶谷勝紀：Manipulator

Disc 2 磔磔公演
- あらきゆうこ：Drums
- 藤井一彦：Guitar

## 初回盤特典
1. スペシャルブックケース仕様
2. 豪華写真集付き
全30ページ。半分は磔磔での写真、もう半分はパシフィコ横浜での写真が掲載されている。
3. オリジナルピック封入
白と黒の2種類がある。